# Artcirq
Artcirq est un collectif de cirque inuit basé à Igloulik, Nunavut, Canada. Il est cofondé en 1998 par Guillaume Saladin et plusieurs artistes de cirque de Montréal et des jeunes d'Igloolik, avec le soutien financier d'Isuma et du Cirque Éloize. Ses activités offrent aux jeunes Inuits un véhicule d'expression créative qui entretient des liens étroits avec les traditions et les styles de spectacle inuits.

## Histoire
Saladin a grandi à temps partiel à Igloulik et a obtenu son diplôme de l'École nationale de cirque, avant de se produire et de faire des tournées avec des cirques à travers le monde. Puis, à la fin des années 1990, une série de suicides chez les jeunes a ravagé la petite communauté du Nunavut. Saladin et ses amis ont alors reconnu qu'en l'absence de centre jeunesse, les jeunes d'Igloulik avaient besoin d'avoir accès à des débouchés artistiques et créatifs.
Le groupe fonctionne à temps plein depuis 2005 avec le soutien du gouvernement du Nunavut, du Conseil des arts du Canada et de la compagnie aérienne Canadian North. Les participants qui nous ont rejoint alors qu’ils étaient jeunes contribuent désormais à former la prochaine génération d’acrobates et d’interprètes.

## Performance
Les membres d'Artcirq mélangent les techniques des arts du cirque modernes telles que l'acrobatie, la jonglerie et le clown avec des pratiques culturelles inuites traditionnelles, notamment les jeux traditionnels inuits, le chant de gorge et la danse du tambour. Le cirque a également offert de la formation à plus de 600 jeunes de la communauté d'Igloulik.
Artcirq a été invité à se produire à travers le Canada et le monde, y compris le spectacle Unikkaaqtuat au Centre national des arts d’Ottawa avec Les 7 Doigts de la main et Taqqut Productions (en), et l'Exposition universelle de 2020 à Dubai,.
En november 2023, Saladin dit que l'Artcirq prévoit de performer moins dans le monde entier et de se concentrer davantage sur les besoins des jeunes de leur communauté.